# Големият товар
„Големият товар“ е български 2-сериен телевизионен игрален филм (криминален) от 1977 година на режисьора Иван Комитов, по сценарий на Иван Комитов и Димитър Паунов. Оператор е Иван Далкалъчев. Музиката във филма е композирана от Кирил Цибулка.

## Серии
- 1. серия – 63 минути
- 2. серия – 67 минути[1].

## Сюжет
Органите на МВР са по следите на чужди наркотрафиканти. За да успеят да заловят превозната стока оперативните работници трябва да разкрият българските помагачи на бандата, както и сложната система за контрол и наблюдение на ценния „товар“, която трафикантите са изградили.

## Актьорски състав
| Роля                                              | Изпълнител       |
| ------------------------------------------------- | ---------------- |
| Малкия                                            | Антон Горчев     |
| шофьор                                            | Богомил Симеонов |
| шофьор                                            | Джоко Росич      |
| следовател                                        | Кирил Янев       |
| Рихтер, шеф на „Ройтерман“                        | Стойчо Мазгалов  |
| Ерик, бивш нацист, приятел и суъчастник на Рихтер | Стефан Гецов     |
| секретарка на Рихтер                              | Ана Колешанска   |
| Ханс Мюлер / Гастон Вилар                         | Йосиф Сърчаджиев |
|                                                   | Кольо Дончев     |
|                                                   | Гюнтер Ханке     |